# Нижнеивкино
Нижнеи́вкино (Нижне-И́вкино) — посёлок городского типа в Кумёнском районе Кировской области, центр Нижнеивкинского городского поселения. Расположен в Нижнеивкинской курортной зоне, на реке Ивкине.

## История
Село Нижнеивкино было основано в 1683 году, к которому относится грамота архиепископа Ионы на построение храма «подле речки Ивкиной и речки Вонечки».
Статус посёлка городского типа был приобретён в 1970 году. Главой местного поселения с 2024 года является Жарков Никита Сергеевич.

## Население
| Численность населения, чел. | Численность населения, чел. | Численность населения, чел. | Численность населения, чел. |
| 1979                        | 1989                        | 2002                        | 2010                        |
| --------------------------- | --------------------------- | --------------------------- | --------------------------- |
| 2732                        | 3222                        | 2304                        | 2149                        |

## Инфраструктура
В посёлке располагается 7 крупных источников минеральных вод. Промышленно добывается лечебно-столовая минеральная вода из источника № 2К. Остальные источники используются в лечебных целях. Рядом с источниками расположены санатории «Нижне-Ивкино» и «Лесная Новь», детские оздоровительные лагеря, центр восстановления и лечения УМВД по Кировской области.
В посёлке расположены церковь Рождества Пресвятой Богородицы (вятское барокко конца XVIII века) и библиотека.